# روبرت كولسن
روبرت كولسن (بالإنجليزية: Robert Coulson)‏ (12 مايو 1928، سوليفان في الولايات المتحدة - 19 فبراير 1999)؛ صحفي وروائي أمريكي.